# Skottsbergia paradoxa
Skottsbergia paradoxa es una especie de musgo en la familia Ditrichaceae. 
Es endémica de Argentina. Su hábitat natural son humedales. Está amenazada por destrucción de hábitat. El área de ocupación es menor a 500 km², y sigue declinando. El criterio de IUCN se basa en la pequeña y fragmentada área, menos de cinco localidades, la declinación de la calidad del hábitat, y el descenso del número de localidades.

## Fuente
- Grupo de Especialistas en Briófitas 2000. Skottsbergia paradoxa. 2006 IUCN Lista Roja de Especies Amenazadas; bajado 23 de agosto de 2007